# Lena (Norvège)
Pour les articles homonymes, voir Léna (homonymie).
Lena est un village situé en Norvège. C'est le centre administratif de la commune d'Østre Toten dans le comté d’Innlandet. Il compte 1 412 habitants au recensement de 2023.

## Géographie
Lena est le centre administratif de la commune d'Østre Toten et est située à 20 kilomètres de Gjøvik. Le village a une superficie de 1,51 km2. La zone urbaine de Lena comprend également le village de Lillo (no) et l'église de Hoff (en).

## Population
Lena compte 1 412 habitants au recensement de 2023. Le nombre d'habitants était de 827 en 2000 et de 1 143 en 2011.

## Histoire
En 1902, la Skreiabanen est construite comme ligne secondaire de la ligne de Gjøvik pour relier Reinsvoll (no) à Skreia (no). Une gare est créée sur la zone du futur village et prend le nom de Lena, nom faisant référence à la rivière Lena (no) qui coule à proximité. La zone qui se construit autour de la gare prend le nom de Lena.